# Petrelaea ios
Petrelaea ios är en fjärilsart som beskrevs av Waterhouse och Charles Lyell 1914. Petrelaea ios ingår i släktet Petrelaea och familjen juvelvingar. Inga underarter finns listade i Catalogue of Life.